# Madrona Manor
Le Madrona Manor est un manoir de style victorien situé près d'Healdsburg, dans le comté de Sonoma (Wine Country) en Californie, aux États-Unis.
Construit en 1880-1881, il est inscrit depuis 1987 au Registre national des lieux historiques.
Il est de nos jours utilisé comme auberge avec 31 chambre d'hôtes et suites, il dispose d'un restaurant étoilé au guide Michelin.